# Darklands
Az 1987-es Darklands a The Jesus and Mary Chain második nagylemeze. Az előző albumuktól elérően itt dobgépet alkalmaztak Bobby Gillespie dobos helyén (ő a Primal Scream frontembereként zenélt tovább). Az együttes zenéje is sokat változott, a noise-pop helyett az indie/alternatív zene felé fordultak.
Az album a brit albumlistán az 5., a svéd albumlistán a 38., míg a Billboard 200-on a 161. helyig jutott. Szerepel az 1001 lemez, amit hallanod kell, mielőtt meghalsz című könyvben. Gillespie és a Primal Scream később feldolgozták a címadó dalt.

## Az album dalai
| 1. | Darklands                | Jim Reid, William Reid | 5:29 |
| 2. | Deep One Perfect Morning | Reid, Reid             | 2:43 |
| 3. | Happy When It Rains      | Reid, Reid             | 3:36 |
| 4. | Down on Me               | Reid, Reid             | 2:36 |
| 5. | Nine Million Rainy Days  | Reid, Reid             | 4:29 |

| 1. | April Skies     | Reid, Reid | 4:00 |
| 2. | Fall            | Reid, Reid | 2:28 |
| 3. | Cherry Came Too | Reid, Reid | 3:06 |
| 4. | On the Wall     | Reid, Reid | 5:05 |
| 5. | About You       | Reid, Reid | 2:33 |

## Közreműködők

### The Jesus and Mary Chain
- Jim Reid – ének (2, 3, 4, 6, 7, 8, 10), gitár, basszusgitár, dobgép programozása
- William Reid – vocals (tracks: 1, 5, 9), gitár, basszusgitár, dobgép programozása, producer

### Produkció
- Bill Price – producer (1, 3, 4, 6, 8, 9)
- John Loder – producer (5, 7, 10)
- Helen Backhouse – design
- Andrew Catlin – fényképek
- John Maybury – fényképek
- Tim Broad – fényképek

## Fordítás
Ez a szócikk részben vagy egészben a Darklands (album) című angol Wikipédia-szócikk ezen változatának fordításán alapul.  Az eredeti cikk szerkesztőit annak laptörténete sorolja fel. Ez a jelzés csupán a megfogalmazás eredetét és a szerzői jogokat jelzi, nem szolgál a cikkben szereplő információk forrásmegjelöléseként.